# Isaac Nicolau Salum
Isaac Nicolau Salum (* 24. März 1913 in Alpinópolis, Minas Gerais; † Mai 1993 in São Paulo) war ein brasilianischer Romanist und Linguist.

## Leben und Werk
Salum wuchs bis 1930 auf dem Land auf. Er studierte in São Paulo Theologie an der Theologischen Fakultät der Presbyterianischen Kirche Brasiliens (Abschluss 1940) und Klassische Philologie und Portugiesisch an der Universität von São Paulo (Abschluss 1941). Später wurde er Assistent von Theodoro Henrique Maurer und habilitierte sich 1967  mit der Schrift A semana astrológica e a judeo-cristã. Introduçaõ à problemática da nomenclatura semanal romãnica (unveröffentlicht). Als Nachfolger seines Lehrers wurde er (mit der Tesa) A problemática da nomenclatura semanal românica (unveröffentlicht) 1968 ebenda Professor für Romanische Philologie (von 1972 bis 1975 auch Prodekan der Fakultät).
Salum führte die moderne Linguistik in die Romanistik von São Paulo ein, veröffentlichte aber keine Bücher. Wie sein Lehrer pflegte er in besonderer Weise die Lehre des Rumänischen.

## Werke
- (Einführung in) Ferdinand de Saussure, Curso de lingüística geral, São Paulo 1970 (französisch in: Cahiers Ferdinand de Saussure 55, 2002, S. 297–307 und in: Izabel Vilela, Hypothèses de résolution de quelques contradictions saussuriennes, Thèse de doctorat Lyon 2, 2014, S. 203–214, online)
- (Übersetzer mit anderen) Emile Benveniste, Problemas de lingüística geral, 2 Bde., Campinas 1989